# Hudi Vrh
Hudi Vrh – wieś w Słowenii, w gminie Bloke. W 2018 roku liczyła 49 mieszkańców.